# 艾特费尔德
艾特费尔德（德語：Eiterfeld）是德国黑森州的一个市镇。总面积89.83平方公里，总人口7338人，其中男性3633人，女性3705人（2011年12月31日），人口密度82人/平方公里。